# Ernst Hollstein (Dendrochronologe)
Ernst Hollstein (* 10. Oktober 1918 in Limburg; † 1. August 1988 in Trier) war ein deutscher Pionier der Dendrochronologie und Obermuseumsrat am Rheinischen Landesmuseum Trier.

## Leben
Hollstein kam als Sohn des Altphilologen Heinrich Hollstein und der Kunstmalerin Emma Henriette Jeanette Hollstein, geborene Iwersen-Schmidt, zur Welt. Hollsteins Vater war als Gymnasiallehrer in Limburg tätig, daher wuchs der Junge mit seinen beiden Geschwistern in dieser Stadt auf und machte dort 1937 das Abitur.
Anschließend wurde er zunächst zum Reichsarbeitsdienst und danach zur Wehrmacht eingezogen. Dort kam er zum Infanterie-Regiment 80 der 34. Infanterie-Division, das weitgehend in Koblenz stationiert war. Der Kriegsbeginn 1939 verschloss ihm den Weg zu einem Studium, stattdessen musste er an verschiedenen Kriegsschauplätzen Dienst an der Waffe leisten und wurde zweimal verwundet. Im Jahr 1941 erfolgte seine Ernennung zum Kompaniechef. Nach Kriegsende geriet er 1945 in Gefangenschaft und wurde bereits 1946 wieder entlassen.
Er ging nach Trier, da dort seine Familie lebte, und schloss dort eine bereits begonnene Schreinerlehre ab. In der Folge war er als Möbel- und Bauschreiner tätig und begann nebenberuflich eine Ausbildung zum Holzbildhauer. Es folgte ein Studium am Staatlichen Berufspädagogischen Institut in Frankfurt am Main, das sich der Holztechnologie, Architekturgeschichte und Stochastik widmete. Nach Studienende war er ab 1953 als verbeamtete Lehrkraft an der Gewerblichen Berufsschule Trier und an der Technischen Berufsaufbauschule tätig. Das Studium hatte bei ihm zusätzlich ein privates Interesse an der mikroskopischen Holzanatomie und insbesondere an der Dendrochronologie gefördert. Daher begann er ab 1954 Stamm- und Baumquerschnitte im Hunsrück-Eifel-Mosel-Gebiet zu sammeln und zu untersuchen. Zu Beginn der 1960er Jahre ergaben sich mehrere Beprobungsprojekte an der Mosel in Trier, wozu auch die Römerbrücke zählte. Bei diesen mehrjährigen Arbeiten, bei denen er während der Probenbergung im Wasser häufig von seiner Frau und den Kindern unterstützt wurde, kam es zu einer intensiven Zusammenarbeit mit dem Rheinischen Landesmuseum Trier. In dieser frühen Phase musste Hollstein seine naturwissenschaftlichen Holzanalysen oftmals vor skeptischen Historikern, Kunsthistorikern und Archäologen rechtfertigen und Misstrauen abbauen. Weiterhin begann er, ein großes Archiv mit Holzproben aufzubauen, wobei jedes Jahr im besten Fall durch mehrere Belege gesichert werden sollte.
Die Anerkennung seiner Tätigkeit wurde 1968 deutlich, als er einem Ruf an das Institut für Ur- und Frühgeschichte der Universität zu Köln folgte, um ein dendrochronologisches Labor zu gründen und aufzubauen. Im Jahr 1969 wurde er aus dem schulischen Lehrbetrieb als wissenschaftlicher Mitarbeiter an das Rheinische Landesmuseum versetzt. Auch dort sollte eine dendroarchäologische Forschungsstelle entstehen. Hier baute er bis 1975 eine lückenlosen Chronologie auf, die bis zum Jahre 691 v. Chr. reichte. Im Jahr 1980 erschien seine Monographie Mitteleuropäische Eichenchronologie, die seine Forschungen zusammenfasste.
Im Jahr 1983 wurde Hollstein pensioniert, doch blieb er weiterhin mit seinen anhaltenden Studien dem Landesmuseum verbunden. Nach kurzer schwerer Krankheit verstarb der Dendrochronologe.

## Auszeichnungen
Aufgrund seiner Verdienste um die Dendrochronologie des Rheinlandes wurde Hollstein 1968 mit dem Albert-Steeger-Preis ausgezeichnet. Außerdem erhielt er 1986 den Landesverdienstorden von Rheinland-Pfalz.

## Schriften (Auswahl)
- Die Jahresringe vom Magdalenenberg. Dendrochronologische Datierung des hallstattlichen Fürstengrabes bei Villingen im Schwarzwald. Stadtmuseum, Stadtarchiv, Villingen 1974.
- Mitteleuropäische Eichenchronologie. Trierer dendrochronologische Forschungen zur Archäologie und Kunstgeschichte. (= Trierer Grabungen und Forschungen 11), von Zabern, Mainz 1980, ISBN 3805300964.
- Jahrringchronologische Datierung von Eichenhölzern ohne Waldkante. in: Bonner Jahrbücher 165, 1965, S. 12–27.
- Dendrochronologische Untersuchungen an den Domen von Trier und Speyer. In: Kunstchronik 21, 1968, S. 168–181.
- Die Abhängigkeit des dendrochronologischen Datiererfolges von Holzart, Holzqualität und Konservierung. In: Mitteilungen der Bundesforschungsanstalt für Forst- und Holzwirtschaft, 1970, S. 29–42.
- Jahrringkurven der Hallstattzeit. In: Trierer Zeitschrift für Geschichte und Kunst des Trierer Landes und seiner Nachbargebiete 36, 1973, S. 37–55.
- Jahrringchronologie der „Cathedra lignea“ von St. Peter im Vatikan. In: Trierer Zeitschrift für Geschichte und Kunst des Trierer Landes und seiner Nachbargebiete 37, 1974, S. 191–206.